# Delegado presidencial de la Región Metropolitana de Santiago
El delegado presidencial de la región Metropolitana de Santiago es la autoridad designada por el presidente de la República para ejercer como su representante natural e inmediato en el territorio.

## Antecedentes
El antecesor directo del cargo del delegado presidencial regional metropolitano de Santiago es la figura del intendente regional. Una reforma constitucional del año 2017 dispuso la elección popular del órgano ejecutivo del gobierno regional, creando el cargo de gobernador regional y estableciendo una delegación presidencial regional, a cargo de un delegado presidencial regional, el cual representa al poder ejecutivo y supervisa las regiones en conjunto a los delegados presidenciales provinciales. Tras las primeras elecciones regionales en 2021, y desde que asumieron sus funciones los gobernadores regionales y delegados presidenciales regionales, el 14 de julio de 2021, el cargo de intendente desapareció.

## Delegados presidenciales de la región Metropolitana de Santiago
| N°. | Delegado(a) | Delegado(a)        | Partido | Partido | Inicio               | Final                | Presidente(a) | Presidente(a)    |
| --- | ----------- | ------------------ | ------- | ------- | -------------------- | -------------------- | ------------- | ---------------- |
| 1.º |             | Felipe Guevara     |         | RN      | 14 de julio de 2021  | 1 de octubre de 2021 |               | Sebastián Piñera |
| 2.º |             | Emardo Hantelmann  |         | RN      | 1 de octubre de 2021 | 11 de marzo de 2022  |               | Sebastián Piñera |
| 3.º |             | Constanza Martínez |         | CS      | 11 de marzo de 2022  | 1 de julio de 2024   |               | Gabriel Boric    |
| 4.º |             | Gonzalo Durán      |         | FA      | 1 de julio de 2024   | en el cargo          |               | Gabriel Boric    |